# 普雷克森斯
普雷克森斯，是西班牙加泰罗尼亚莱里达省的一个市镇。 总面积29平方公里，总人口507人（2001年），人口密度17人/平方公里。